# Sashuis (Klein-Willebroek)

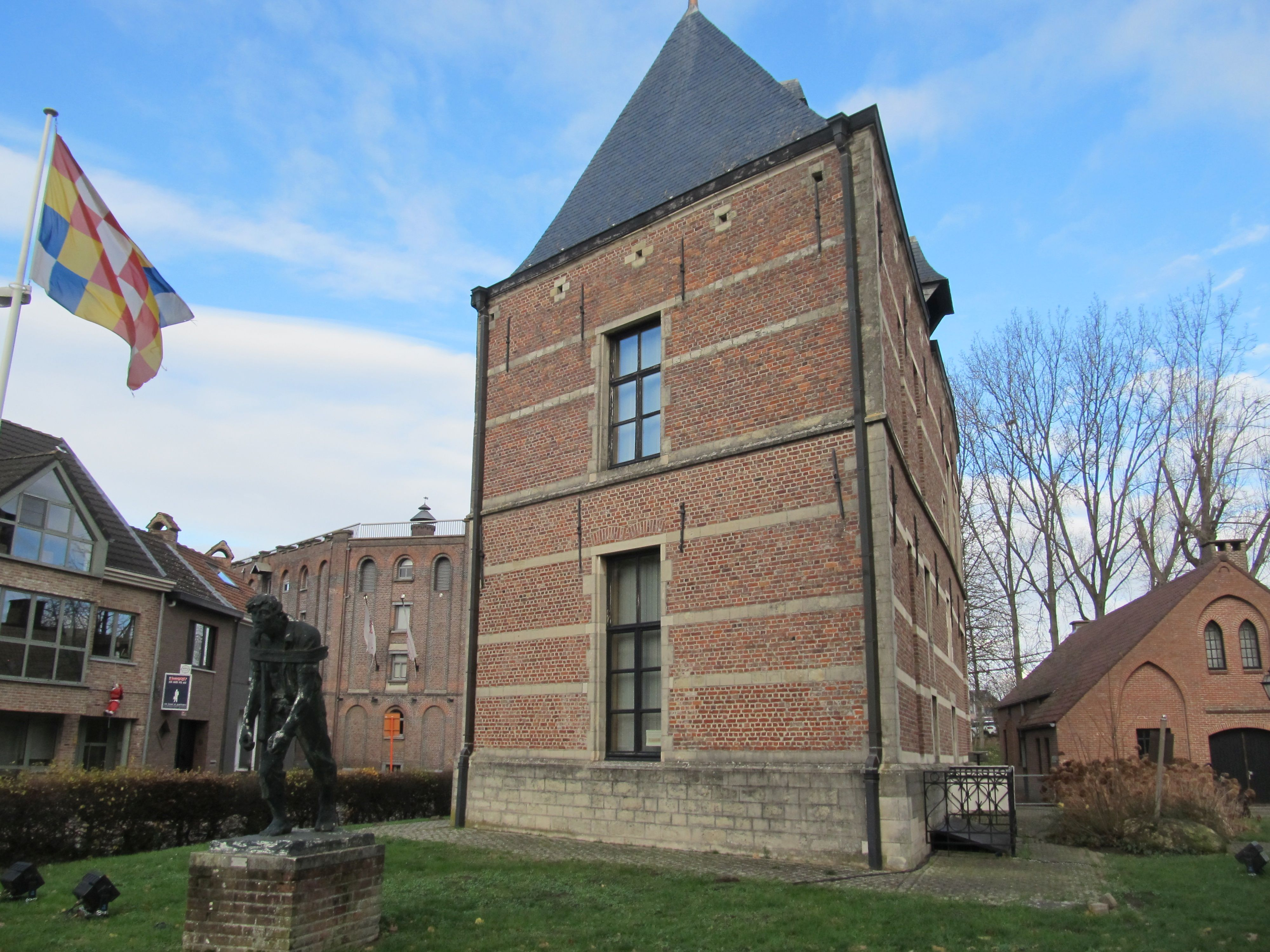
Sashuis

Het Sashuis (ook: Spaans Huis) is een bouwwerk in de tot de Antwerpse gemeente Willebroek behorende plaats Klein-Willebroek, gelegen aan Sasplein 18.

## Geschiedenis
Het eerste sashuis werd gebouwd in 1573. Door de oorlogssituatie (Tachtigjarige Oorlog) werd het uiteindelijk vernield. In 1608 werd het vervangen door het huidige monumentale gebouw. Tot eind 17e eeuw werd het Sashuis omgeven door een vesting die in 1576 door de Spanjaarden was gebouwd. In het Sashuis verbleven diverse hoogwaardigheidsbekleders die op doorreis waren naar Antwerpen of Brussel. In het Sashuis werd, na de sluiting van het oude sas in 1980 en een grondige restauratie, in 1987 het heemkundig Museum Sashuis gevestigd. Men ziet er onder meer een maquette met het vroegere sas dat aan de westelijke zijde van het Spaans Huis lag, waar het huidige oude sas aan de oostelijke zijde ligt.

## Gebouw
Het betreft een gebouw op trapeziumvormige plattegrond, gebouwd in baksteen en zandsteen. Het wordt gedekt door een schilddak.